# Prise de Capri
La prise de Capri a eu lieu au cours du mois d'octobre 1808 sur ordre de Joachim Murat. 

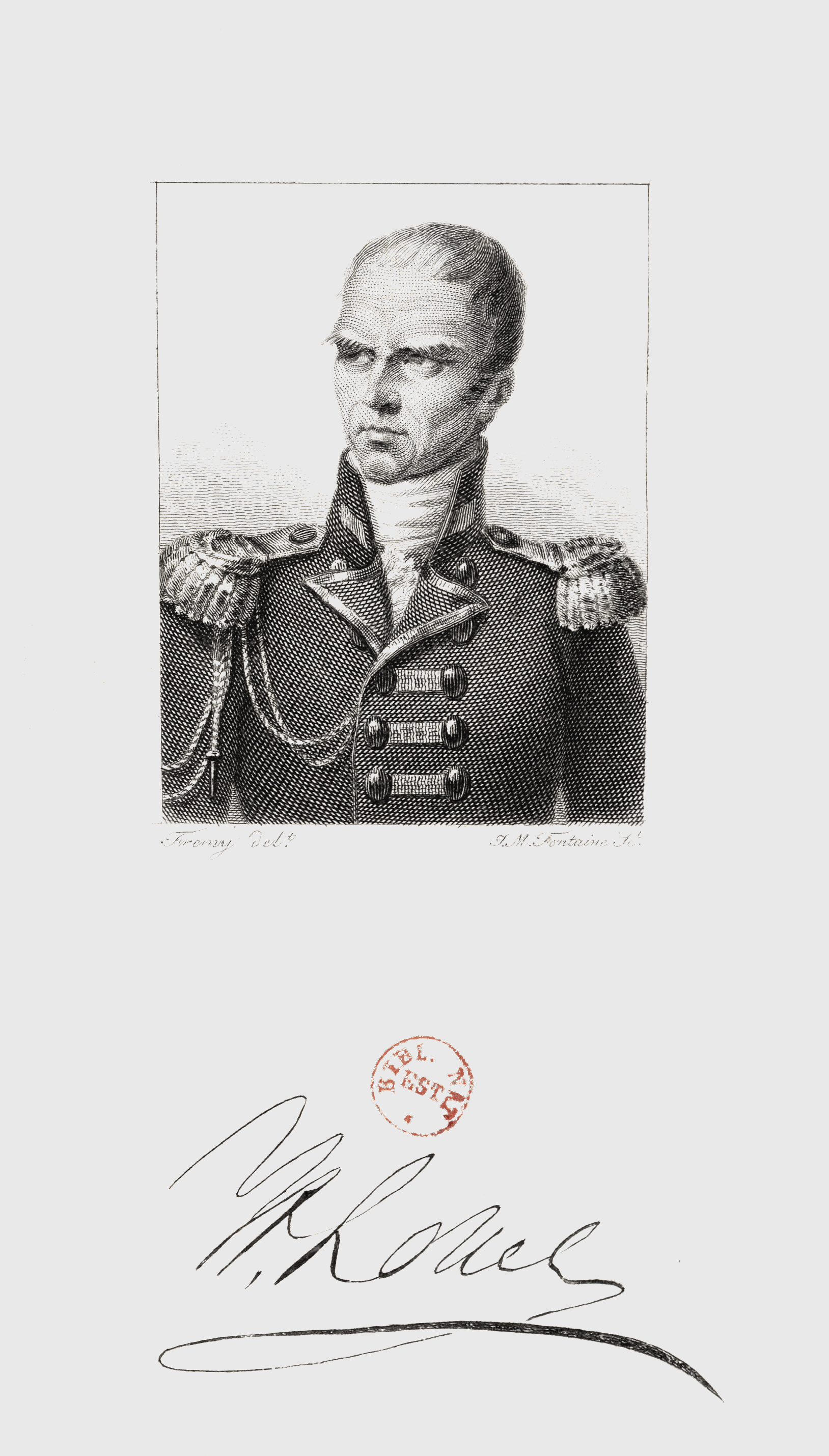
Sir Hudson Lowe

## Circonstances
Lorsque les troupes françaises envahissent le royaume de Naples pour chasser Ferdinand IV et sa femme Marie-Caroline, la sœur de Marie-Antoinette, ces derniers se sont réfugiés en Sicile, protégés par une flotte britannique, dont un détachement s'empara de l'île de Capri. 
L'île, ancien repaire de l'empereur Tibère, est une véritable forteresse défendue par le colonel britannique Hudson Lowe et ses 2 000 hommes, promu général en 1815 lorsqu'il devint gouverneur de Sainte-Hélène, où était détenu l'empereur Napoléon 
La prise de Capri a, pour Joachim Murat, deux objectifs. Tout d'abord, il s'agit de libérer une partie de son territoire et d'assurer ainsi la sécurité du commerce maritime entre le nord du royaume et le sud. 
L'autre objectif est symbolique : montrer à ses sujets qu'il est leur unique souverain et que les Bourbons de Naples ont véritablement « cessé de régner ». 
Dès le 4 octobre 1808, c'est-à-dire moins d'un mois après l'arrivée du nouveau roi, 2 000 hommes commandés par le général Jean-Maximilien Lamarque débarquent sur l'île qui capitule le 17. Pour fêter cette victoire censée confirmer l'unité des Napolitains, Murat amnistie les exilés politiques.

## Le Spéronare
Nous trouvons un récit de cette expédition dans le Spéronare d'Alexandre Dumas ; c'est un récit éloquent et dramatique, comme tout ce qui sort de la plume de cet écrivain.
« Depuis deux ans déjà les Français étaient maîtres du royaume de Naples, depuis quinze jours Murat en était roi, et cependant Caprée appartenait encore aux Anglais. Deux fois son prédécesseur Joseph Bonaparte en avait tenté la conquête, et deux fois la tempête, cette éternelle alliée de l'Angleterre, avait dispersé ses vaisseaux.
« C'était une vue terrible pour Murat que celle de cette île qui lui fermait sa rade comme avec une chaîne de fer; aussi le matin, lorsque le soleil se levait derrière Sorrente, c'était cette île qui attirait tout d'abord ses yeux ; et le soir, lorsque le soleil se couchait derrière Procida, c'était encore cette île qui fixait son regard.
« À chaque heure de la journée, Murat, interrogeait ceux qui l'entouraient à l'endroit de cette île, et il apprenait sur les précautions prises par Hudson Lowe, son commandant, des choses presque fabuleuses. En effet, Hudson Lowe ne s'était point fié à cette ceinture inabordable de rochers à pic qui l'entoure, et qui suffisait à Tibère ; quatre forts nouveaux avaient été ajoutés par lui aux forts qui existaient déjà ; il avait fait effacer par la pioche et rompre par la mine les sentiers qui serpentaient autour des précipices, et où les chevriers eux-mêmes n'osaient passer que pieds nus ; enfin il accordait une prime d'une guinée à chaque homme qui parvenait, malgré la surveillance des sentinelles, à s'introduire dans l'île par quelque voie' qui n'eût point été ouverte encore à d'autres que lui.
« Quant aux forces matérielles de l'île, Hudson Lowe avait à sa disposition 2 000 soldats et 40 bouches à feu, qui, s'enflammant, allaient porter l'alarme dans l'île de Ponza, où les Anglais avaient à l'ancre cinq frégates toujours prêtes à courir où le canon les appelait.
« De pareilles difficultés eussent rebuté tout autre que Murat, mais Murat était l'homme des choses impossibles. Murat avait juré qu'il prendrait Caprée, et quoiqu'il n'eût fait ce serment que depuis trois jours, il croyait déjà avoir manqué à sa parole, lorsque, le général Lamarque arriva. Lamarque venait de prendre Gaëte et Maratea; Lamarque venait de livrer onze combats et de soumettre trois provinces, Lamarque était bien l'homme qu'il fallait à Murat ; aussi, sans rien lui dire, Murat le conduisit à la fenêtre, lui remit une lunette entre les mains et lui montra l'île.
« Lamarque regarda un instant, vit le drapeau anglais qui flottait sur les forts de San Salvador et de Saint-Michel, renfonça avec la paume de sa main les quatre tubes de la lunette les uns dans les autres, et dit : Oui, je comprends ; il faudrait la prendre.
« — Eh bien ? reprit Murat.
« — Eh bien ! répondit Lamarque, on la prendra. Voilà tout.
« — Et quand cela ? demanda Murat.
« — Demain, si votre majesté le veut.
« — À la bonne heure, dit le roi, voilà une de ces réponses comme je les aime. Et combien d'hommes veux-tu?
« — Combien sont-ils ? demanda Lamarque.
« — Deux mille, à peu près.
« — Eh bien ! que votre majesté me donne 15 à 1 800 hommes ; qu'elle me permette de les choisir parmi ceux que je lui amène : ils me connaissent ; je les connais. Nous nous ferons tous tuer jusqu'au dernier, ou nous prendrons l'île.
« Murat, pour toute réponse, tendit la main à Lamarque. C'était ce qu'il aurait dit étant général ; c'était ce qu'il était prêt à faire étant roi. Puis tous deux se séparèrent, Lamarque pour choisir ses hommes, Murat pour réunir les embarcations.
« Dès le lendemain, octobre 1808, tout était prêt, soldats et vaisseaux. Dans la soirée, l'expédition sortit de la rade. Quelque précaution qu'on eût prise pour garder le secret, le secret s'était répandu : toute la ville était sur le port, saluant de la voix cette petite flotte. qui partait gaîment et pleine d'insouciante confiance pour accomplir une chose que l'on regardait comme impossible.
« Bientôt le vent, favorable d'abord, commença de faiblir : la petite flotte n'avait pas fait dix mille qu'il tomba tout à fait. On marcha à la rame; mais la rame est lente, et le jour parut que l'on était encore à deux lieues de Caprée. Alors, comme s'il avait fallu lutter encore contre toutes les impossibilités, vint la tempête. Les flots se brisèrent avec tant de violence contre les rochers à pic qui entourent l'île, qu'il n'y eût pas moyen, pendant toute la matinée de s'en approcher. À deux heures la mer se calma. À trois heures les premiers coups de canon furent échangés entre les bombardes napolitaines et les batteries du port ; les cris des 400 000 âmes, répandues depuis Mergellina jusqu'à Portici, leur répondirent.
« En effet, c'était un merveilleux spectacle que le nouveau roi donnait à sa nouvelle capitale : lui-même, avec une longue vue, se tenait sur la terrasse du palais. Des embarcations on voyait toute cette foule étagée aux différents gradins de l'immense cirque dont la mer était l'arène. César, Auguste, Néron, n'avaient donné à leurs sujets que des chasses, des luttes de gladiateurs ou des naumachies, Murat donnait aux siens une véritable bataille.
« La mer était revenue tranquille comme un lac. Lamarque laissa ses bombardes et ses chaloupes canonnières aux prises avec les batteries du fort, et avec ses embarcations de soldats il longea l'île: partout des rochers à pic baignaient dans l'eau leurs murailles gigantesques ; nulle part un point où aborder. La flottille fit le tour de l'île sans reconnaître un endroit où mettre le pied. Un corps de 1 200 Anglais, suivant des yeux tous ses mouvements, faisait le tour en même temps qu'elle.
« Un moment on crut que tout était fini et qu'il faudrait retourner à Naples sans rien entreprendre. Les soldats offraient d'attaquer le fort; mais Lamarque secoua la tête : c'était une tentative insensée. En conséquence, il donna l'ordre de faire une seconde fois le tour de l'île, pour voir si l'on ne trouverait pas quelque point abordable et qui eût échappé au premier regard.
« Il y avait dans un rentrant, au pied du fort Sainte-Barbe, un endroit où le rempart granitique n'avait que 40  à   45 pieds d'élévation. Au-dessous de cette muraille, lisse comme un marbre poli, s'étendait un talus si rapide, qu'à la première vue on n'eût certes pas cru que des hommes pussent l'escalader. Au-dessus de ce talus, à 300 pieds du roc, était une espèce de ravin, et 200 pieds plus haut encore, le fort Sainte-Barbe, dont les batteries battaient le talus en passant par-dessus le ravin dans lequel les boulets ne pouvaient plonger.
« Lamarque s'arrêta en face du rentrant, appela à lui l'adjudant-général Thomas et le chef d'escadron Livron. Tous trois tinrent conseil un instant ; puis ils demandèrent des échelles.
« On dressa la première échelle contre le rocher : elle atteignit à peine au tiers de sa hauteur, on ajouta une seconde échelle à la première, on l'assura avec des cordes, et on les dressa de nouveau toutes deux : il s'en fallait de douze ou quinze pieds, quoique réunies l'une à l'autre; qu'elles atteignissent le talus ; on en ajouta une troisième ; on l'assujettit aux deux autres avec la même précaution qu'on avait prise pour la seconde, puis on mesura de nouveau la hauteur : cette fois les derniers échelons touchaient à la crête de la muraille. Les Anglais regardaient faire tous ces préparatifs avec un air de stupéfaction qui indiquait clairement qu'une pareille tentative leur semblait insensée. Quant aux soldats, ils échangeaient entre eux un sourire qui signifiait : bon, il va faire chaud tout à l'heure.
« Un soldat mit le pied sur l'échelle : Tu es bien pressé lui dit le général Lamarque en le tirant en arrière, et il prit sa place. La flottille tout entière battit des mains. Le général Lamarque monta le premier, et tous ceux qui étaient dans la même embarcation le suivirent. Six hommes tenaient le pied de l'échelle, qui vacillait à chaque flot que la mer venait briser contre le roc. On eût dit un immense serpent qui dressait ses anneaux onduleux contre la muraille.
« Tant que ces étranges escaladeurs n'eurent point atteint le talus, ils se trouvèrent protégés contre le feu des Anglais par la perpendicularité même de la muraille qu'ils gravissaient; mais à peine le général Lamarque eut-il atteint la crête du rocher, que la fusillade et le canon éclatèrent en même temps : sur les quinze premiers hommes qui abordèrent, dix tombèrent précipités. À ces quinze hommes vingt autres succédèrent, suivis de quarante, suivis de cent. Les Anglais avaient bien fait un mouvement pour les repousser à la baïonnette ; mais le talus que les assaillants gravissaient était si rapide, qu'ils n'osaient point s'y hasarder. Il en résulta que le général Lamarque et une centaine d'hommes, au milieu d'une pluie de mitraille et de balles gagnèrent le ravin, et là, à l'abri comme derrière un épaulement, se formèrent en peloton. Alors les Anglais chargèrent sur eux pour les débusquer ; mais ils furent reçus par une telle fusillade qu'ils se retirèrent en désordre. Pendant ce temps l'ascension continuait et cinq cents hommes à peu près avaient déjà pris terre.
« Il était quatre heures et demie du soir. Le général Lamarque ordonna de cesser l'ascension : il était assez fort pour se maintenir où il était, et, effrayé du ravage que faisaient l'artillerie et la fusillade parmi ses hommes, il voulait attendre la nuit pour achever le périlleux débarquement. L'ordre fut porté par l'adjudant-général Thomas, qui traversa une seconde fois le talus sous le feu de l'ennemi, gagna contre toute espérance l'échelle sans accident aucun, et redescendit vers la flottille dont il prit le commandement, et qu'il mit à l'abri de tout péril dans la petite baie que formait le rentrant du rocher.
« Alors l'ennemi réunit tous ses efforts contre la petite troupe retranchée dans le ravin. Cinq fois treize ou quatorze cents Anglais vinrent se briser contre Lamarque et ses cinq cents hommes. Sur ces entrefaites la nuit arriva : c'était le moment convenu pour recommencer l'ascension. Cette fois, comme l'avait prévu le général Lamarque, elle s'opéra plus facilement que la première. Les Anglais continuaient bien de tirer, mais l'obscurité les empêchait de tirer avec la même justesse. Au grand étonnement des soldats, cette fois l'adjudant-général Thomas monta le dernier ; mais on ne tarda point à avoir l'explication de cette conduite : arrivé au sommet du rocher, il renversa l'échelle derrière lui, aussitôt les embarcations gagnèrent le large et reprirent la route de Naples. Lamarque, pour s'assurer la victoire, venait de s'enlever tout moyen de retraite.
« Les deux troupes se trouvaient en nombre égal, les assaillants ayant perdu trois cents hommes à peu près : aussi Lamarque n'hésita point, et, mettant la petite armée en bataille dans le plus grand silence, il marcha droit à l'ennemi sans permettre qu'un seul coup de fusil répondit au feu des Anglais.
« Les deux troupes se heurtèrent, les baïonnettes se croisèrent, on se prit corps à corps ; les canons du fort Sainte-Barbe s'éteignirent, car Français et Anglais s'étaient tellement mêlés qu'on ne pouvait tirer sur les uns sans tirer en même temps sur les autres. La lutte dura trois heures ; pendant trois heures on se poignarda à bout portant. Au bout de trois heures, le colonel Hansell était tué, cinq cents Anglais étaient tombés avec lui, le reste était enveloppé. Un régiment se rendit tout entier : c'était le Royal-Malte. Neuf cents hommes furent faits prisonniers par onze cents. On les désarma, on jeta leurs sabres et leurs fusils à la mer; trois cents hommes restèrent pour les garder, les huit cents autres marchèrent contre le fort.
Cette fois il n'y avait même plus d'échelles. Heureusement les murailles étaient basses ; les assiégeants montèrent sur les épaules les uns des autres. Après  une défense de deux heures, le fort fut pris : on y fit entrer les prisonniers et on les y enferma.
« La foule qui garnissait les quais, les fenêtres et les terrasses de Naples, curieuse et avide, était restée malgré la nuit : au milieu des ténèbres, elle avait vu alors la montagne s'allumer comme un volcan ; mais sur les deux heures du matin, les flammes s'étaient éteintes, sans que l'on sût qui était vainqueur ou vaincu. Alors l'inquiétude fit ce qu'avait fait la curiosité ; la foule resta jusqu'au jour. Au jour, on vit le drapeau napolitain flotter sur le fort Sainte-Barbe. Une immense acclamation, poussée par quatre cent mille personnes retentit de Sorrente à Misène, et le canon du château Saint-Elme, dominant de sa voix de bronze toutes ces voix humaines, vint apporter à Lamarque les premiers remerciements de son roi.
Cependant la besogne n'était qu'à moitié faite ; après être monté il fallait descendre, et cette opération n'était pas moins difficile que la première. De tous les sentiers qui conduisaient d'Anacapri à Capri, Hudson-Lowe n'avait laissé subsister qu'un escalier : or, cet escalier, que bordent constamment les précipices, large à peine pour que deux hommes puissent le descendre de front, déroulait ses quatre cent quatre-vingts marches à demi-portée de canon de douze pièces de trente-six et de vingt chaloupes canonnières.
Néanmoins il n'y avait pas de temps à perdre, et cette fois Lamarque ne pouvait attendre la nuit ; on découvrait à l'horizon toute la flotte anglaise que le bruit du canon avait attirée hors du port de Ponza. Il fallait s'emparer du rivage avant l'arrivée de cette flotte, ou sans cela elle jetait dans l'île trois fois autant d'hommes qu'en avait celui qui était venu pour la prendre, et obligés, devant des forces si supérieures, de se renfermer dans le fort Sainte-Barbe, les vainqueurs étaient forcés de se rendre ou d'y mourir de faim.
« Le général laissa cent hommes de garnison dans le fort Sainte-Barbe, et avec les mille hommes qui lui restaient, tenta la descente. Il était dix heures du matin, Lamarque n'avait moyen de rien cacher à l'ennemi ; il fallait achever comme on avait commencé, à force d'audace. Il divisa sa petite troupe en trois corps, prit le commandement du premier, donna le second à l'adjudant-général Thomas et le troisième au chef d'escadron Lérion ; puis, au pas de charge et tambour battant, il commença à descendre.
« Ce dut être quelque chose d'effrayant à voir que cette avalanche d'hommes se ruant par cet escalier jeté sur l'abîme, et cela sous le feu de soixante à quatre-vingts pièces de canon. Deux cents furent précipités qui n'étaient que blessés peut-être, et qui s'écrasèrent dans leur chute ; huit cents arrivèrent au bas et se répandirent dans ce qu'on appelle la Grande Marine. Là on était à l'abri du feu, mais tout était à recommencer encore, ou plutôt rien n'était achevé : il fallait prendre Capri, la forteresse principale, et les forts Saint-Michel et San-Salvador.
« Alors, et après l'œuvre du courage, vint l'œuvre de la patience : quatre cents hommes se mirent au travail ; en avant des thermes de Tibère, dont les ruines puissantes les protégeaient contre  l'artillerie de la forteresse, ils commencèrent à creuser un petit port, tandis que les quatre cents autres, retrouvant dans leurs embrasures les canons ennemis, tournaient les uns vers la ville et préparaient des batteries de brèche, tournaient les autres vers les vaisseaux qu'on voyait arriver luttant contre le vent contraire, et préparaient des boulets rouges.
« Le port fut achevé vers les deux heures de l'après-midi ; alors on vit s'avancer de la pointe de Campanetta les embarcations renvoyées la veille et qui revenaient chargées de vivres, de munitions et d'artillerie. Le général Lamarque choisit douze pièces de 24 400 hommes s'y attelèrent, et à travers les rochers, par des chemins qu'ils frayèrent eux-mêmes à l'insu de l'ennemi, les traînèrent au sommet du mont Salaro qui domine la ville et les deux forts. Le soir, à six heures, les douze pièces étaient en batterie. Soixante à quatre-vingts hommes restèrent pour les servir ; les autres descendirent et vinrent rejoindre leurs compagnons.
« Mais, pendant ce temps, une étrange chose s'opérait. Malgré le vent contraire, la flotte était arrivée à portée de canon et avait commencé le feu. Six frégates, cinq bricks, douze bombardes et seize chaloupes canonnières assiégeaient les assiégeants qui, à la fois, se défendaient contre la flotte et attaquaient la ville. Sur ces entrefaites, l'obscurité vint ; force fut d'interrompre le combat ; Naples eut beau regarder de tous ses yeux, cette nuit-là le volcan était éteint ou se reposait.
« Malgré la mer, malgré la tempête, malgré le vent, les Anglais parvinrent pendant la nuit à jeter dans l'île 200 canonniers et 500 hommes d'infanterie. Les assiégés se trouvaient donc alors près d'un tiers plus forts que les assiégeants.
« Le jour vint : avec le jour la canonnade s'éveilla entre la flotte et la côte, entre, la côte et la terre. Les trois forts répondaient de leur mieux à cette attaque qui, divisée, était moins dangereuse pour eux, quand tout à coup quelque chose comme un orage éclata au-dessus de leurs têtes : une pluie de fer écrasa à demi-portée les canonniers sur leurs pièces. C'étaient les douze pièces de 24 qui tonnaient à la fois.
« En moins d'une heure, le feu des trois forts fut éteint ; au bout de deux heures, la batterie de la côte avait pratiqué une brèche. Le général Lamarque laissa 100 hommes pour servir les pièces qui devaient tenir, la flotte en respect, se mit à la tête des 600 autres et ordonna l'assaut.
« En ce moment, un pavillon blanc fut hissé sur la forteresse. Hudson Lowe demandait à capituler. 1 300 hommes, soutenus par une flotte de quarante à quarante-cinq voiles, offraient de se rendre à 700, ne se réservant que la retraite avec armes et bagages. Hudson Lowe s'engageait en outre à faire rentrer la flotte dans le port de Ponza. La capitulation était trop avantageuse pour être refusée ; les 900 prisonniers du fort Sainte-Barbe furent réunis à leurs 1 300 compagnons. À midi, les 2 200 hommes d'Hudson-Lowe quittaient l'Ile, abandonnant à Lamarque et à ses 800 soldats la place, l'artillerie et les munitions.
« Douze ans plus tard, Hudson Lowe commandait dans une autre île, non point cette fois à titre de gouverneur, mais de geôlier, et son prisonnier, comme une insulte qui devait compenser toutes les tortures qu'il lui avait fait souffrir, lui jetait à la face cette honteuse reddition de Caprée. »
L'expédition de Caprée avait duré treize jours, la capitulation n'ayant eu lieu que le 17 octobre.

## Source
Charles Mullié, Biographie des célébrités militaires des armées de terre et de mer de 1789 à 1850, 1852 